# تپه بلچاک ۲
تپه بلچاک ۲ مربوط به هزاره اول (پیش از میلاد) - دوره اسلامی قرن ۴ تا ۶ ه.ق است و در شهرستان پیرانشهر، بخش مرکزی، دهستان لاهیجان، روستای گردگوران واقع شده است. این اثر در تاریخ ۳۰ دی ۱۳۸۵ با شمارهٔ ثبت ۱۶۸۲۸ به عنوان یکی از آثار ملی ایران به ثبت رسیده است.